# Go Joon-hee
Kim Eun-joo (sinh ngày 31 tháng 8 năm 1985), thường được biết đến với nghệ danh Go Joon-hee, là một nữ diễn viên người Hàn Quốc. Cô bắt đầu hoạt động trong ngành giải trí với tư cách là một người mẫu vào năm 2001, và bắt đầu theo đuổi sự nghiệp diễn xuất vào năm 2003.

## Sự nghiệp
Trên màn ảnh rộng, Go Joon-hee đã thủ vai chính trong các bộ phim điện ảnh như Drifting Away, Yeosu (2011), Marriage Blue (2013), Red Carpet (2014) và Intimate Enemies (2015).
Trên màn ảnh nhỏ, cô đã xuất hiện trong một số bộ phim truyền hình như Can You Hear My Heart? (2011), The Chaser (2012) và Queen of Ambition (2013). Năm 2013, Go Joon-hee và thành viên nhóm nhạc nam 2AM Jinwoon tham gia mùa thứ tư của chương trình truyền hình thực tế We Got Married. Năm 2015, cô đảm nhận vai thứ chính Min Ha-ri trong bộ phim truyền hình She Was Pretty của đài MBC.

## Danh sách phim

### Phim điện ảnh
| Năm  | Phim              | Vai                                                                |
| ---- | ----------------- | ------------------------------------------------------------------ |
| 2007 | Hansel and Gretel | Hae-young                                                          |
| 2008 | Girl Scout        | Kang Eun-ji                                                        |
| 2011 | Drifting Away     | Dan-bi                                                             |
| 2011 | Yeosu             | Mi-jin                                                             |
| 2012 | Architecture 101  | Eun-chae                                                           |
| 2012 | Doomsday Book     | Kim Yoo-min ("A Brave New World"); Weather girl ("Happy Birthday") |
| 2013 | Marriage Blue     | Yi-ra                                                              |
| 2014 | Red Carpet        | Jung Eun-soo                                                       |
| 2015 | Intimate Enemies  | Na-mi                                                              |

### Phim truyền hình
| Năm       | Phim                           | Vai                           | Kênh         |
| --------- | ------------------------------ | ----------------------------- | ------------ |
| 2003      | Breathless                     | Jo Young-ji                   | MBC          |
| 2005      | Biscuit Teacher and Star Candy | Kim Sun-ah                    | SBS          |
| 2006      | Dasepo Naughty Girl            | Girl with Poverty on her back | Super Action |
| 2006      | MBC Best Theater "That Guy"    | Lee Hyun-joo                  | MBC          |
| 2006      | What's Up Fox?                 | Go Joon-hee                   | MBC          |
| 2007      | Crazy in Love                  | Jo Min-hee                    | SBS          |
| 2008      | Robber                         | Young-sook (cameo, episode 1) | SBS          |
| 2008      | General Hospital 2             | Kang Eun-ji                   | MBC          |
| 2010      | The Slave Hunters              | Je-ni                         | KBS2         |
| 2011      | Can You Hear My Heart?         | Kang Min-soo                  | MBC          |
| 2012      | Twelve Men in a Year           | Park Tan-ya                   | tvN          |
| 2012      | The Chaser                     | Seo Ji-won                    | SBS          |
| 2013      | Queen of Ambition              | Seok Soo-jung                 | SBS          |
| 2015      | She Was Pretty                 | Min Ha-ri                     | MBC          |
| 2017-2018 | Untouchable                    | Go Ja-Kyung                   | JTBC         |

### Chương trình truyền hình
| Năm  | Chương trình            | Kênh    | Ghi chú            |
| ---- | ----------------------- | ------- | ------------------ |
| 2005 | X-Man: Pattaya Special  | SBS     | Thành viên cố định |
| 2008 | Interview Game          | SBS     | Dẫn chương trình   |
| 2010 | Fox's Butler            | MBC     | Thành viên cố định |
| 2011 | Style Magazine          | OnStyle | Dẫn chương trình   |
| 2013 | We Got Married Season 4 | MBC     | Thành viên cố định |

## Giải thưởng và đề cử
| Năm  | Giải thưởng                                        | Hạng mục                                  | Được đề cử        | Kết quả   |
| ---- | -------------------------------------------------- | ----------------------------------------- | ----------------- | --------- |
| 2001 | SK Smart Uniform Model Contest                     | 1st Place                                 | Chính mình        | Đoạt giải |
| 2002 | Yeshin Persons Model Contest                       | Grand Prize                               | Chính mình        | Đoạt giải |
| 2003 | Binggrae Model Contest                             | Miss Binggrae                             | Chính mình        | Đoạt giải |
| 2006 | MBC Drama Awards lần thứ 25                        | Best New Actress                          | What's Up Fox?    | Đề cử     |
| 2012 | Style Icon Awards lần thứ 5                        | Fashion Icon                              | Chính mình        | Đoạt giải |
| 2012 | Mnet 20's Choice Awards lần thứ 6                  | 20's Style                                | Chính mình        | Đề cử     |
| 2012 | Korean Culture and Entertainment Awards lần thứ 20 | Popularity Award, Actress in a Drama      | The Chaser        | Đoạt giải |
| 2012 | SBS Drama Awards lần thứ 20                        | New Star Award                            | The Chaser        | Đoạt giải |
| 2013 | APAN Star Awards lần thứ 2                         | Acting Award, Actress                     | Queen of Ambition | Đề cử     |
| 2013 | Korea Best Dresser Swan Awards lần thứ 28          | Best Dressed, Actress category            | Chính mình        | Đoạt giải |
| 2014 | S-Oil Best Model Awards lần thứ nhất               | Gold Actor Sector                         | Chính mình        | Đoạt giải |
| 2015 | Fashionista Awards                                 | Best Female Fashionista in TV             | She Was Pretty    | Đoạt giải |
| 2015 | MBC Drama Awards lần thứ 34                        | Excellence Award, Actress in a Miniseries | She Was Pretty    | Đề cử     |
| 2015 | MBC Drama Awards lần thứ 34                        | Popularity Award, Actress                 | She Was Pretty    | Đề cử     |
| 2016 | Style Icon Awards lần thứ 8                        | Style Icon                                | Chính mình        | Đề cử     |